# Kokoro ga sakebitagatterunda
Kokoro ga sakebitagatterunda. (jap. 心が叫びたがってるんだ。) – japoński film animowany z 2015 roku.
Produkcja była nominowana do nagrody Japońskiej Akademii Filmowej w kategorii Animacja Roku w 2016 oraz do nagrody Tokyo Anime Award w kategorii Film Animowany Roku w 2016. Zdobyła również nagrodę w kategorii Najlepszy Pełnometrażowy Film Animowany na Brukselskim Międzynarodowym Festiwalu Filmów Animowanych Anima w 2017.